# Strada statale 45 ter Gardesana Occidentale
Die Strada Statale 45 ter Gardesana Occidentale (kurz SS 45ter) oder Gardesana Occidentale ist eine italienische Staatsstraße, die zur Verbindung zwischen der SS 45 bis und der SP 37 del Caffaro dient.

## Verlauf
Die SS 54ter zweigt südwestlich von Salò bei Fibbia von der SS 45bis ab, quert nach einem kurzen Tunnel den Fluss Chiese und führt auf der orographisch rechten Seite anschließend durch zwei längere Tunnels. Bei Pompegnino südlich von Vobarno trifft sie auf die SP 37dir del Caffaro, die bei Sabbio Chiese wiederum in die SP 37 del Caffaro mündet.